# ORP S-4
ORP S-4 (oznaczenia brytyjskie MGB 113, później MTB 432) − polski ścigacz artyleryjski z okresu II wojny światowej, należący do typu British Power Boat 71'6"  przejęty przez Marynarkę Wojenną w 1943 roku, pozostający pod polską banderą do 1944 roku.

## Historia
Po odstawieniu do rezerwy i zwróceniu Brytyjczykom zużytego w działaniach ścigacza artyleryjskiego S-3, jego załoga została przeniesiona na będący w remoncie w stoczni w Twickenham większy ścigacz MGB 113, służący w Royal Navy od grudnia 1942 roku. Oficjalne przejęcie nowego okrętu nastąpiło 5 lipca 1943 roku, zaś pierwszym dowódcą został podporucznik Ludwik Antoszewicz. We wrześniu, po zakończeniu remontu i prób odbiorczych, ścigacz wszedł w skład 9. Flotylli MGB stacjonującej w Ramsgate.
Do listopada 1943 roku S-4 uczestniczył w wypadach zespołów ścigaczy w rejon wybrzeża okupowanej Francji, po czym powrócił do stoczni w celu wymiany silników. W tym czasie otrzymał nowe brytyjskie oznaczenie taktyczne MTB 432 (skrót od Motor Torpedo Boat, chociaż nigdy nie zainstalowano na nim wyrzutni torpedowych), używane zamiennie z polskim S-4. Podczas patrolu w styczniu 1944 roku ścigacz wszedł na mieliznę, co spowodowało konieczność odstawienia go do kolejnego remontu. W jego trakcie zapadła decyzja o przekazaniu jednostki marynarce holenderskiej. Oficjalnie nastąpiło to 18 kwietnia 1944 roku.
W związku z wygasającymi działaniami na wodach przybrzeżnych po inwazji na Francję, także Holendrzy nie wprowadzili ścigacza do linii i we wrześniu 1944 roku zwrócili go Royal Navy. Wkrótce został przesunięty do rezerwy, zaś po zakończeniu wojny prawdopodobnie sprzedany w ręce prywatne.

## Opis konstrukcji
ORP S-4 był ścigaczem artyleryjskim o kadłubie długości całkowitej 21,87 m i szerokości maksymalnej 6,27 m. Wyporność standardowa wynosiła około 40 ton angielskich (ts), pełna około 50 ts. Napęd stanowiły trzy silniki Packard, o mocy 1350 shp każdy. Szybkość maksymalna na próbach wynosiła 40 węzłów.
Początkowe uzbrojenie składało się z pojedynczego działka kal. 40 mm (pom-pom) na dziobie, zdwojonego działka Oerlikon kal. 20 mm na pokładzie rufowym i czterech  lekkie karabiny maszynowe Lewis kal. 7,7 mm w wieżyczkach na śródokręciu oraz bomb głębinowych.